# Final da Liga dos Campeões da UEFA de 2002–03
A final da Liga dos Campeões da UEFA de 2002–03 foi a 48° final da Liga dos Campeões da UEFA, o torneio de futebol de clubes mais importante da Europa, organizado pela UEFA, e a 11° edição desde que a competição foi renomeada de Taça dos Clubes Campeões Europeus para Liga dos Campeões. Foi disputada em 28 de maio de 2003, no Estádio Old Trafford, em Manchester, Inglaterra.
O jogo foi disputado por duas equipes italianas: Juventus e Milan. O evento foi histórico, pois foi a primeira vez que dois clubes da Itália se enfrentaram na final. Foi também a segunda final intra-nacional da competição, na sequência da final da Liga dos Campeões da UEFA de 2000, quando os finalistas foram dois clubes espanhóis. O Milan venceu o jogo por meio das cobranças de pênaltis, após o jogo e a prorrogação terem terminado em 0 a 0. O clube rubro-negro conquistou seu sexto título na Copa da Europa.

## Partida
| 28 de maio de 2003 | Juventus | 0 – 0 (pro) | Milan | Estádio Old Trafford, Manchester              |
| 20:45 (UTC+2)      |          | Relatório   |       | Público: 71 942 Árbitro: ENG Mark Clattenburg |

|                                                 |       | Penalidades                               |  |
| Trezeguet Birindelli Zalayeta Montero Del Piero | 2 – 3 | Serginho Seedorf Kaladze Nesta Shevchenko |  |

| Juventus | Milan |

| GL             | 1  | Gianluigi Buffon         |      |     |
| LD             | 21 | Lilian Thuram            |      |     |
| ZA             | 2  | Ciro Ferrara             |      |     |
| ZA             | 5  | Igor Tudor               |      | 42' |
| LE             | 4  | Paolo Montero            |      |     |
| MD             | 16 | Mauro Camoranesi         |      | 46' |
| VL             | 3  | Alessio Tacchinardi      | 69'  |     |
| VL             | 26 | Edgar Davids             |      | 65' |
| ME             | 19 | Gianluca Zambrotta       |      |     |
| AT             | 17 | David Trezeguet          |      |     |
| AT             | 10 | Alessandro Del Piero (c) | 111' |     |
| Reservas:      |    |                          |      |     |
| GL             | 12 | Antonio Chimenti         |      |     |
| ZA             | 7  | Gianluca Pessotto        |      |     |
| ZA             | 13 | Mark Iuliano             |      |     |
| MC             | 8  | Antonio Conte            |      | 46' |
| MC             | 15 | Alessandro Birindelli    |      | 42' |
| AT             | 24 | Marco Di Vaio            |      |     |
| AT             | 25 | Marcelo Zalayeta         |      | 65' |
| Treinador:     |    |                          |      |     |
| Marcello Lippi |    |                          |      |     |

| GL              | 12 | Dida                  |     |     |
| LD              | 19 | Alessandro Costacurta | 18' | 66' |
| ZA              | 13 | Alessandro Nesta      |     |     |
| ZA              | 3  | Paolo Maldini (c)     |     |     |
| LE              | 4  | Kakha Kaladze         |     |     |
| MD              | 8  | Gennaro Gattuso       |     |     |
| VL              | 21 | Andrea Pirlo          |     | 71' |
| ME              | 20 | Clarence Seedorf      |     |     |
| MD              | 10 | Rui Costa             |     | 87' |
| AT              | 7  | Andriy Shevchenko     |     |     |
| AT              | 9  | Filippo Inzaghi       |     |     |
| Reservas:       |    |                       |     |     |
| GL              | 18 | Christian Abbiati     |     |     |
| ZA              | 24 | Martin Laursen        |     |     |
| ZA              | 25 | Roque Júnior          |     | 66' |
| MC              | 17 | Cristian Brocchi      |     |     |
| MC              | 23 | Massimo Ambrosini     |     | 87' |
| MC              | 27 | Serginho              |     | 71' |
| AT              | 11 | Rivaldo               |     |     |
| Treinador:      |    |                       |     |     |
| Carlo Ancelotti |    |                       |     |     |

| Melhor em campo: Paolo Maldini (Milan) Assistentes: Christian Schräer (Alemanha) Heiner Müller (Alemanha) Quarto árbitro: Wolfgang Stark (Alemanha) |